# Corte marziale (film 1973)
Corte marziale è un film del 1973 diretto da Roberto Mauri.

## Trama
Il tenente Clint Warren ingiustamente accusato di omicidio e di alto tradimento, cerca di scoprire chi lo ha incastrato.